# Job for a Cowboy
Job for a Cowboy – amerykańska grupa powstała w Glendale w Arizonie.

## Życiorys
Po nagraniu dema zespół wydał debiutancki album minialbum Doom w 2005. Pierwotnie wydawaniem płyt Job for a Cowboy zajmowała się wytwórnia King of the Monsters. Potem jednak zainteresowanie wyraziła wytwórnia Metal Blade Records. Po podpisaniu z nią kontraltu grupa wydała w 2006 roku reedycję minialbumu z bonusowym utworem.
Po pewnym czasie z zespołu usunięty został Andrew Arcurio. Powodem było rzadki udział w życiu zespołu oraz małe zainteresowanie nim. Na jego miejsce wstąpił Bobby Thompson. Następnym członkiem, który opuścił grupę był Elliot Seller, który odszedł po nagraniu debiutanckiej płyty w Metal Blade pt. Genesis (15.05.2007). Jego miejsce zajął Jon Rice.
W 2007 roku zespół zagrał parę świetnie przyjętych koncertów. Chodzi tu głównie o Download Festival oraz Sound of the Underground, gdzie zagrał obok takich wykonawców jak Amon Amarth, Shadows Fall, Goatwhore oraz wielu innych.

## Muzycy
| Obecny skład zespołu - Jonny Davy – wokal prowadzący (od 2003) - Al Glassman – gitara (od 2008) - Tony Sannicandro – gitara, wokal wspierający (od 2011) - Nick Schendzielos – gitara basowa (od 2011) Muzycy koncertowi - Danny Walker – perkusja (od 2013) |  | Byli członkowie zespołu - Chad Staples – gitara basowa (2003–2004) - Andy Rysdam – perkusja (2003–2004) - Andrew Arcurio – gitara (2003–2006) - Ravi Bhadriraju – gitara (2003–2008) - Elliott Sellers – perkusja (2004–2006) - Brent Riggs – gitara basowa, wokal wspierający (2004–2011) - Bobby Thompson – gitara (2006–2011) - Jon „The Charn” Rice – perkusja (2007–2013) |

Oś czasu

## Dyskografia
| 2007                           | Genesis - Data: 15 maja 2007 - Wydawca: Metal Blade Records         | 54 | 4  | 15 | – |                  |
| 2009                           | Ruination - Data: 7 lipca 2009 - Wydawca: Metal Blade Records       | 42 | 4  | 14 | 7 | - USA: 10 tys.+  |
| 2012                           | Demonocracy - Data: 10 kwietnia 2012 - Wydawca: Metal Blade Records | 87 | 15 | 30 | 8 | - USA: 4,8 tys.+ |
| 2014                           | Sun Eater - Data: 11 listopada 2014 - Wydawca: Metal Blade Records  | 91 | 12 | 20 | 6 | - USA: 3,9 tys.+ |
| 2024                           | Moon Healer - Data: 23 Lutego 2024 - Wydawca: Metal Blade Records   | 29 | 9  | 7  | 3 |                  |
| „–” pozycja nie była notowana. |                                                                     |    |    |    |   |                  |

| Rok  | Tytuł                                                                   |
| ---- | ----------------------------------------------------------------------- |
| 2005 | Doom - Data: 9 listopada 2005 - Wydawca: King of the Monsters           |
| 2004 | Live Ruination - Data: 23 listopada 2010 - Wydawca: Metal Blade Records |
| 2011 | Gloom - Data: 7 czerwca 2011 - Wydawca: Metal Blade Records             |

## Teledyski
| Rok  | Tytuł                         | Reżyseria        | Album       |
| ---- | ----------------------------- | ---------------- | ----------- |
| 2006 | „Entombment of a Machine”     | Richie Valdez    | Doom        |
| 2007 | „Embedded”                    | Popcore          | Genesis     |
| 2008 | „Altered from Catechization”  | Doug Spangenberg | Genesis     |
| 2009 | „Unfurling a Darkened Gospel” | Doug Spangenberg | Ruination   |
| 2010 | „Ruination”                   | Kevin McVey      | Ruination   |
| 2012 | „Tarnished Gluttony”          | Michael Panduro  | Demonocracy |

## Nagrody i wyróżnienia
| Rok  | Kategoria             | Tytułem          | Nagroda                         | Nota | Źródło |
| ---- | --------------------- | ---------------- | ------------------------------- | ---- | ------ |
| 2007 | Best Underground Band | Job for a Cowboy | Metal Hammer Golden Gods Awards | Laur | [ 24 ] |